# Anolis ventrimaculatus
Anolis ventrimaculatus este o specie de șopârle din genul Anolis, familia Polychrotidae, descrisă de Boulenger 1911. A fost clasificată de IUCN ca specie cu risc scăzut. Conform Catalogue of Life specia Anolis ventrimaculatus nu are subspecii cunoscute.